# Ar-Raszidijja (Irak)
Ar-Raszidijja (arab. الراشدية, Ar-Rāshīdiyyah) – miasto w środkowym Iraku, w muhafazie Bagdad. Liczy około 137 tys. mieszkańców.